# Церква Святої Катерини (Грецький монастир)
Це́рква Святої Катерини — монастирський храм у Києві на Подолі, збудований у 1739—1741 роках та зруйнований 1929 року.

## Історія храму
Ще з XVII століття у Києві існувала значна за чисельністю колонія купців-греків. Вони здавна прагнули мати свій храм у місті і нарешті, в садибі грека Астаматіоса Стіматі 1738 року споруджено дерев'яну каплицю, незважаючи на спротив Київського магістрата.
Впродовж 1739—1741 років замість каплиці збудували кам'яний храм. Це був типовий храм української архітектури — із яскравими рисами бароко. Храм мав три бані. 1746 року грецька парафія перетворилася на чоловічий монастир, підпорядкований Синайській єпархії.
За Катерини ІІ монастир отримав земельні угіддя. Пожежа 1811 року обминула стороною Грецький монастир та Свято-Катерининський храм. 1857 року поруч із храмом було зведено кам'яну дзвіницю. У храмі був чудовий іконостас та багато старих ікон — Каплуновської Божої Матері, Різдва Христового та Тихвінської Ікони Божої Матері і звісно, образ Святої Катерини.
Наприкінці XIX століття храм дещо перебудовано, внаслідок чого він перетворився на однобаневий.
Напередодні Першої світової війни дещо розширено комплекс споруд монастиря — за проєктом архітектора Володимира Ейснера. Споруджено прибутковий будинок монастиря та нову муровану дзвіницю.
1928 року монастир закрито і передано у розпорядження комунального господарства, що призвело до втрати деяких споруд монастиря. 1929 року бані храму святої Катерини почали давати тріщини і церкву того ж року розібрано.
Проте зберігся прибутковий будинок і дзвіниця, яку було відтворено у первісному вигляді 1995 року. На початку 1990-х років грецька громада робила спроби повернути собі ці споруди. 1995 року вцілілі будівлі колишнього Грецького монастиря передано управлінню Нацбанку у Києві та Київській області. У 1999—2001 роках між Нацбанком і громадою діяла домовленість про використання частини дзвіниці як храму. 2001 року Нацбанк вирішив не подовжувати угоду з громадою.

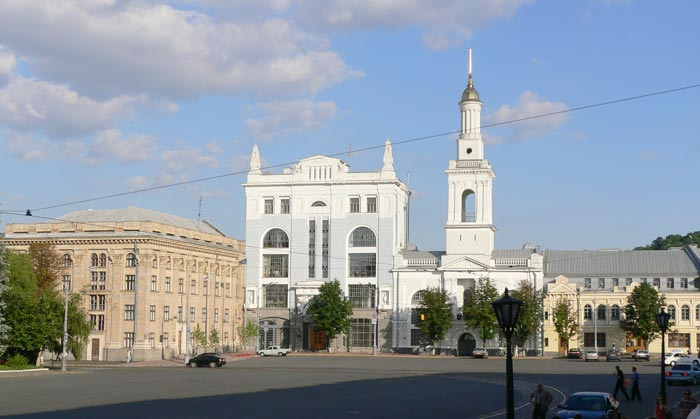
Сучасний вигляд дзвіниці і прибуткового будинку монастиря